# Ove Güldencrone (søofficer)
 Der er flere personer med dette navn, se Ove Güldencrone.
Ove baron Güldencrone (1. september 1840 i Skanderborg – 14. juli 1880 i Paris) var en dansk søofficer, bror til Carl og Christian Güldencrone og Emil Gyldenkrone.
Han var søn af amtsforvalter, kammerherre Christian Frederik baron Güldencrone og Marie Sophie Frederikke Bardenfleth, blev 1853 kadet, 1860 løjtnant, var 1860-61 med fregatten Sjælland til Brasilien og Vestindien, 1861 med linjeskibet Frederik VI, 1862 med fregatten Thetis, fik 1863 permission i tre år for at gå i græsk orlogstjeneste som adjudant hos kong Georg I. Güldencrone vendte 1864 tilbage og meldte sig til tjeneste, var samme år med panserfregatten Dannebrog, stod 1866-68 à la suite, kom i græsk tjeneste som adjudant hos kong Georg I, blev 1868 premierløjtnant, 1869-70 med fregatten Sjælland til Middelhavet til Suezkanalens åbning, 1870 i panserfregatten Peder Skram, 1871 med fregatten Jylland, 1872-73 fører af dampskibet Eideren i postfart, kom 1873 uden for nummer, atter i græsk orlogstjeneste, hvor han avancerede til kommandør, som adjudant hos kongen. 1877 grundlagde Güldencrone det græske torpedovæsen og var dets første chef. Han blev syg i oktober 1879 og døde den følgende sommer. Han er begravet på Père Lachaise.
Han var 21. september 1867 blevet Ridder af Dannebrog og 29. september 1876 Dannebrogsmand.
Han blev gift 8. april 1866 i Athen med grevinde Diane Gabrielle Victoire Marie Clemence de Gobineau (13. september 1848 i Rom - 1930 sammesteds), datter af grev Joseph Arthur de Gobineau, fransk gesandt i Athen 1864-66, og Gabrielle Clemence født Monnerot.
Det Kongelige Bibliotek har to fotografier af Güldencrone.